# Warszawska Liga Flagówki

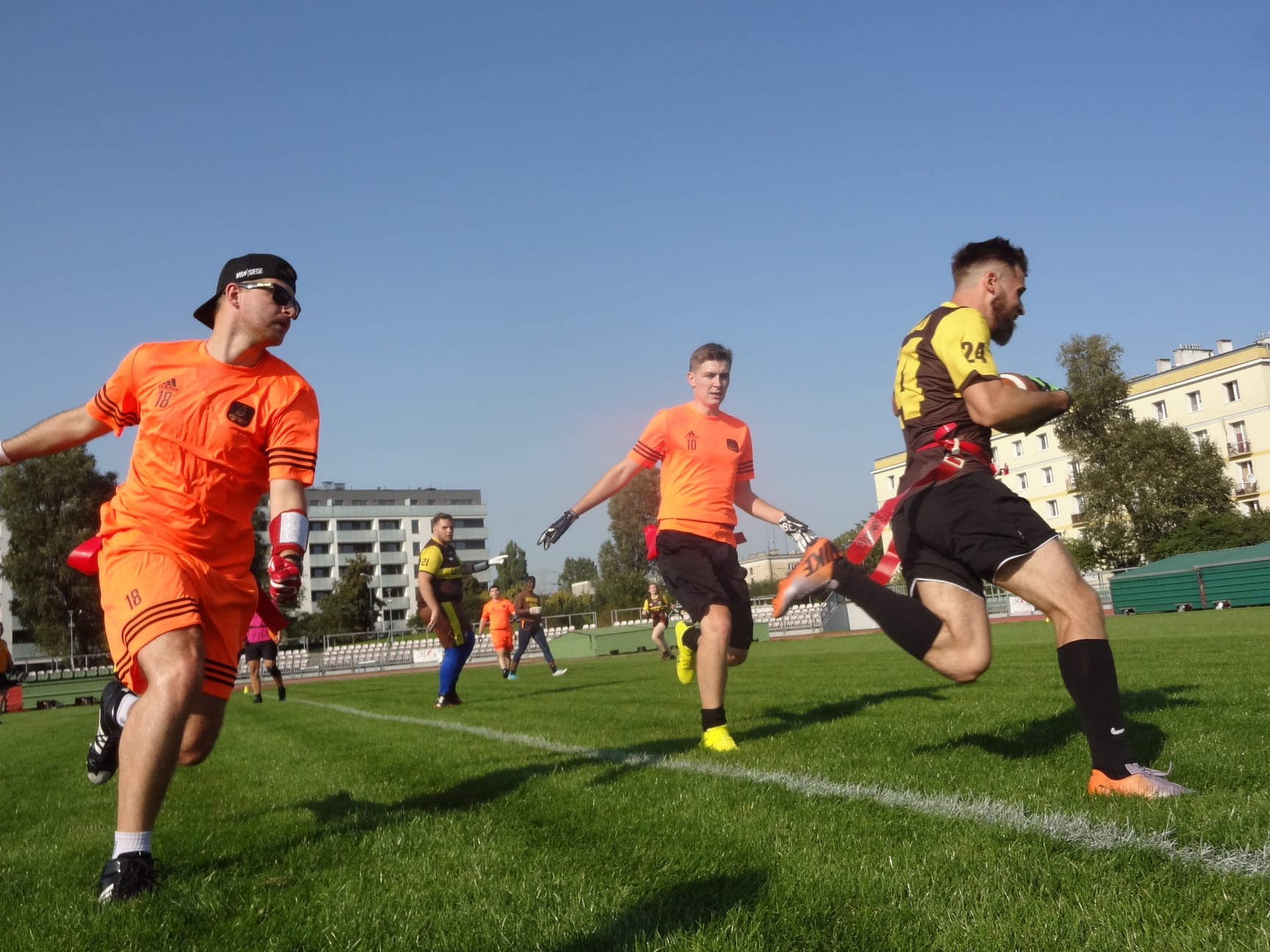
Rozgrywki V Sezonu WLF

Warszawska Liga Flagówki (skrót WLF) – rozgrywki ligowe futbolu flagowego w Polsce, składająca się z rozgrywek seniorskich, wyłaniające Mistrza WLF. Liga założona w 2016 roku z inicjatywy dwóch zawodników Warsaw Eagles Artura Górskiego i Marcina Jodłowskiego.

## Rozgrywki
W debiutującym sezonie 2016 w rozgrywkach ligowych udział wzięło 8 zespołów. Pierwsze miejsce zdobyła drużyna „Clockwork Orange”, która w finale pokonała Wombaty Warszawa.
Drugi sezon Warszawskiej Ligi Flagówki, odbył się na jesieni 2017 roku i zakończył się zwycięstwem Wombatów Warszawa, które pokonały w finale zespół „Clockwork Orange”.
W trzecim sezonie rozgrywek, które odbyły się w 2018 roku Wombaty Warszawa obroniły tytuł Mistrza WLF. Czwarty sezon rozgrywek odbył się planowo na jesieni 2019 roku, udział w rozgrywka wzięło 8 drużyn, mistrzem po raz trzeci została drużyna Wombaty Warszawa. Piąty sezon rozgrywek został rozegrany w całości we wrześniu 2020 roku, spośród 6 drużyn, najlepsza okazała się ekipa Warsaw Leech. 

## Medaliści
| Edycja | Sezon | Liczba drużyn | 1. miejsce         | 2. miejsce       | 3. miejsce       | MVP Rozgrywek     | MVP Finału        | MVP Defensywy           | MVP Ofensywy                | Najlepiej Punktujący Zawodnik   |
| I.     | 2016  | 8             | Clockwork Orange   | Wombaty Warszawa | O Kurde          | Piotr Pamulak     | Marcin Jodłowski  | Jerzy Nozdryn-Płotnicki | Adam Pawłowski              | Piotr Pamulak – 102 punkty      |
| II.    | 2017  | 6             | Wombaty Warszawa   | Clockwork Orange | Warsaw Dukes     | Piotr Pamulak     | Jan Terlecki      | Franciszek Maj          | Damian Wojda                | Damian Wojda – 44 punkty        |
| III.   | 2018  | 6             | Wombaty Warszawa   | Łorsoł Rekins    | Dzbany Warszawa  | Jan Cichecki      | Jacek Porębski    | Maciej Bączek           | Jacek Porębski              | Jacek Porębski – 62 punkty      |
| IV.    | 2019  | 8             | Wombaty Warszawa   | Dzbany Warszawa  | Clockwork Orange | Maciej Gałęzowski | Jacek Porębski    | Jeffery Thompson        | Bartosz & Filip Zapendowscy | Piotr Pamulak – 65 punktów      |
| V.     | 2020  | 6             | Warsaw Leech       | Wombaty Warszawa | Patonki Warszawa | Paweł Ołtusek     | Jacek Porębski    | Daniel Krawiec          | Maciej Gałęzowski           | Piotr Pamulak – 37 punktów      |
| VI.    | 2021  | 6             | Gracze Warszawa    | Dzbany Warszawa  | Jest Jak Jest    | Dawid Dąbrowski   | Przemysław Deja   | Jan Cichecki            | Damian Tarnowski            | Piotr Pamulak – 52 punktów      |
| VII.   | 2022  | 5             | Zawodnicy Warszawa | Clockwork Orange | Patonki Warszawa | Sebastian Gwiazda | Dominik Zielewski | Oliwier Fijałkowski     | Max Pelcyn                  | Bartek Bohdziewicz – 36 punktów |